# Cmentarz Podgórki Tynieckie
Cmentarz Komunalny w Podgórkach Tynieckich w Krakowie – cmentarz komunalny położony jest przy ul. Wielogórskiej 16 w dzielnicy Dębniki, stykający się z południowo-wschodnią granicą Lasów Tynieckich, będących częścią Bielańsko-Tynieckiego Parku Krajobrazowego oraz z północną granicą obszaru Natura 2000 Skawiński obszar łąkowy. Budowany od lutego 2020, oddanie do użytkowania pierwszego etapu miało miejsce 20 października 2020. 
Budowa cmentarza w tej okolicy była planowana od lat 70. XX wieku, ale rozpoczęcie budowy przesuwano w czasie. Wyczerpywanie się miejsc grzebalnych na cmentarzach komunalnych w granicach Krakowa sprawiło, że po 2000 r. rozpoczęto prace projektowe nad nekropolią i pierwszą w mieście spopielarnią zwłok. W połowie 2014 wybudowano od podstaw ulicę Podgórki Tynieckie razem z chodnikiem i oświetleniem, a na teren planowanej inwestycji wjechał sprzęt budowlany.
Cmentarz Podgórki Tynieckie ma mieć docelowo ok. 9 ha powierzchni, na której znajdzie się miejsce dla ok. 9 tysięcy pochówków. Jako pierwsza powstała spopielarnia zwłok, jej uruchomienie miało miejsce w marcu 2016 r..
W marcu 2022 r. na cmentarzu utworzono kwaterę prawosławną.

## Pochowani
- Anna Kluba (1953–2021) – polska germanistka, pracownik naukowy w Instytucie Filologii Germańskiej Uniwersytetu Jagiellońskiego[3].
- Agnieszka Korniejenko (1968–2021) – polska historyk i teoretyk literatury i komparatystka[4].